# Stallscheune Mittelstraße 20 (Neckargartach)

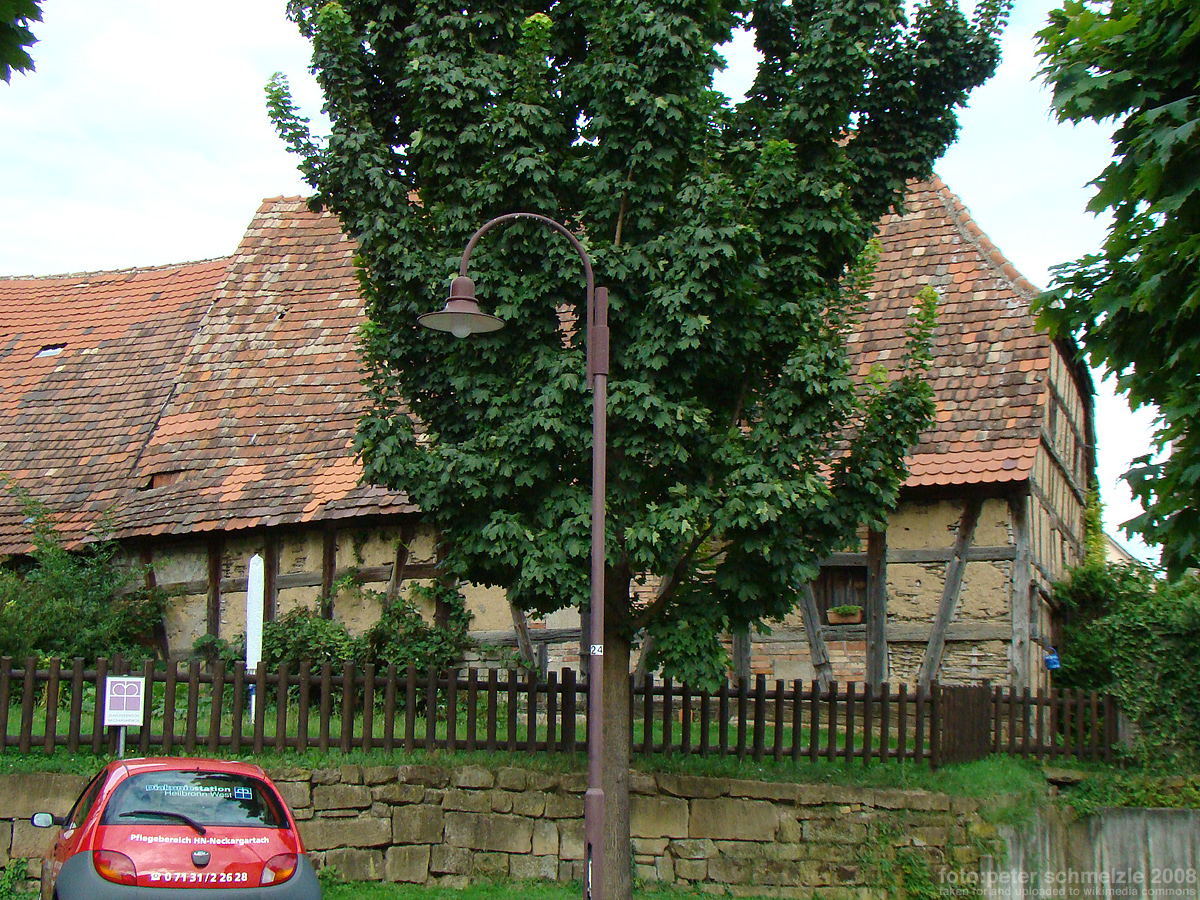
Die Stallscheune

Die  Stallscheune Mittelstraße 20 im Heilbronner Stadtteil Neckargartach gilt als Kulturdenkmal.

## Beschreibung
Die Stallscheune befindet sich im rückwärtigen Teil einer Hofanlage. Original erhalten sind die Gliederung der Scheune in zwei Barne und eine Tenne, Stall für das Jungvieh und Keller. Der Zugang zu dem Hof ist über ein hohes, zweiflügeliges Tor gegeben.
Die Scheune mit einseitigem Halbwalmdach aus dem Jahr 1777 ist das letzte bestehende Wirtschaftsgebäude Neckargartachs im Stil des Barock.